# Caymanabyssia (Dictyabyssia) fosteri
Caymanabyssia (Dictyabyssia) fosteri is een slakkensoort uit de familie van de Pseudococculinidae. De wetenschappelijke naam van de soort is voor het eerst geldig gepubliceerd in 1991 door McLean.